# Mandayona
Mandayona – gmina w Hiszpanii, w prowincji Guadalajara, w Kastylii-La Mancha, o powierzchni 33,18 km². W 2011 roku gmina liczyła 354 mieszkańców.